# Lancaster House (Mánchester)
Lancaster House  es un edificio situado en Whitworth Street, en la ciudad de Mánchester (Inglaterra). Se construyó entre 1905 y 1910, como almacén de embalaje y exportación para la sociedad Lloyd's Packing Warehouses Limited. Está proyectado en un estilo barroco eduardiano en ladrillo rojo y terracota.  Está catalogado como edificio protegido Grado II * desde el 3 de octubre de 1974.
El edificio fue proyectado por Harry S. Fairhurst, que diseñó otros varios almacenes en esta ciudad. Fairhurst también fue autor del proyecto de los almacenes de Bridgewater House, la vecina India House y quizás también, la Asia House, aunque este edificio también se ha atribuido a IRE Birkett.
Los enormes edificios proyectados por Fairhurst son estructuras de acero construidas con especificaciones a prueba de fuego de alta calidad.